# ヘウレカ (小惑星)
ヘウレカ (4133 Heureka) は、小惑星帯にある小惑星。リイシ・オテルマがフィンランドのトゥルクで発見した。
フィンランドのヴァンターにある科学センター、ヘウレカ (Heureka) に因んで名付けられた。